# Gouy (Sekwana Nadmorska)
Gouy – miejscowość i gmina we Francji, w regionie Normandia, w departamencie Sekwana Nadmorska. Przez miejscowość przepływa Sekwana. 
Według danych na rok 1990 gminę zamieszkiwały 644 osoby, a gęstość zaludnienia wynosiła 130 osób/km² (wśród 1421 gmin Górnej Normandii Gouy plasuje się na 369. miejscu pod względem liczby ludności, natomiast pod względem powierzchni na miejscu 693.).